# I liga polska w rugby (1970)
I liga polska w rugby (1970) – czternasty sezon najwyższej klasy ligowych rozgrywek klubowych rugby union w Polsce. Tytuł mistrza Polski zdobyła Lechia Gdańsk, drugie miejsce Orzeł Warszawa, a trzecie Skra Warszawa.

## Uczestnicy rozgrywek
Do rozgrywek I ligi przystąpiło w tym sezonie 9 drużyn, w tym wszystkie osiem, które brały udział w rozgrywkach poprzedniego sezonu: Skra Warszawa, Spójnia Gdańsk, Lechia Gdańsk, Orzeł Warszawa, Czarni Bytom, Polonia Poznań, Posnania Poznań i Budowlani Łódź. Ponadto do rozgrywek przystąpił AZS AWF Warszawa, gdzie reaktywowano sekcję po kilku latach nieistnienia.

## Przebieg rozgrywek
Rozgrywki toczyły się w systemie wiosna–jesień, każdy z każdym, mecz i rewanż.
Wyniki spotkań:
|                  | Skra Warszawa | Spójnia Gdańsk | Lechia Gdańsk | Orzeł Warszawa | Czarni Bytom | Polonia Poznań | Posnania Poznań | Budowlani Łódź | AZS AWF Warszawa |
| Skra Warszawa    | –             | 15:16          | 0:11          | 15:5           | 17:3         | 17:8           | 0:9 (wo)        | 16:6           | 18:17            |
| Spójnia Gdańsk   | 11:3          | –              | 6:19          | 6:6            | 12:12        | 6:6            | 6:6             | 3:0            | 9:5              |
| Lechia Gdańsk    | 11:6          | 18:9           | –             | 9:6            | 12:11        | 25:0           | 12:3            | 45:3           | 20:3             |
| Orzeł Warszawa   | 19:9          | 6:3            | 3:9           | –              | 30:6         | 0:3            | 3:3             | 41:5           | 14:6             |
| Czarni Bytom     | 0:3           | 11:9           | 12:14         | 6:14           | –            | 6:0            | 0:17            | 19:6           | 9:6              |
| Polonia Poznań   | 6:9           | 6:3            | 3:5           | 6:12           | 9:5          | –              | 6:5             | 9:6            | 0:6              |
| Posnania Poznań  | 9:8           | 11:15          | 3:26          | 9:32           | 12:8         | 12:3           | –               | 12:3           | 6:14             |
| Budowlani Łódź   | 9:11          | 5:6            | 13:8          | 8:8            | 0:0          | 8:0            | 6:3             | –              | 5:16             |
| AZS AWF Warszawa | 8:11          | 6:5            | 3:19          | 12:16          | 17:6         | 19:5           | 18:11           | 17:3           | –                |

Tabela końcowa:
| Pozycja | Drużyna          | Punkty razem | Bilans punktów |
| ------- | ---------------- | ------------ | -------------- |
| 1       | Lechia Gdańsk    | 46           | 263:84         |
| 2       | Orzeł Warszawa   | 37           | 215:115        |
| 3       | Skra Warszawa    | 33           | 158:148        |
| 4       | Spójnia Gdańsk   | 32           | 173:157        |
| 5       | AZS AWF Warszawa | 32           | 125:135        |
| 6       | Posnania Poznań  | 30           | 131:160        |
| 7       | Polonia Poznań   | 27           | 70:144         |
| 8       | Czarni Bytom     | 26           | 114:178        |
| 9       | Budowlani Łódź   | 24           | 86:214         |

## Inne rozgrywki
W rozgrywanych w tym sezonie mistrzostwach Polski juniorów zwycięstwo odniosła Skra Warszawa.